# Arturo Fernández Álvarez
Arturo Fernández Álvarez (Madrid, 1945) és un empresari espanyol. És el fundador del Grup Arturo, vicepresident de la CEOE i president de la Confederació Empresarial de Madrid-CEOE (CEIM).

## Formació
Arturo Fernández és llicenciat en Ciències Econòmiques i Empresarials per la Universitat Complutense de Madrid, i té un Màster en Business Administration per la Universitat de Boston.

## Grup Arturo Cantoblanco
El Grup Arturo es va fundar en 1898 per Arturo Fernández Iglesias, avi d'Arturo Fernández Álvarez, com a comerç de fabricació i arranjament d'escopetes i rifles de caça.Va anar derivant cap a la restauració i l'hostaleria, passant a tenir 3 500 empleats, distribuïts en 180 establiments que ofereixen més de 50 000 menjars diaris.
- President Grup Arturo, empresa fundada en 1898
- President del Club de Tir Cantoblanco
- President de la Fundació Arturo Fernández Cantoblanco
- Conseller Delegat de FACOR (Acrònim de Fàbrica d'Armes de La Corunya)

## Representació Institucional
- President de la Cambra Oficial de Comerç i Indústria de Madrid
- President de Eurodefense Espanya
- Vicepresident de l'Associació de l'Empresa Familiar de Madrid (ADEFAM)
- Vicepresident de la Federació Espanyola de Tir Olímpic
- President del Club d'Empresaris del Projecte Stela de la Federació de la Síndrome de Down de Madrid
- Patró de la Real Fàbrica de Cristalls de la Granja.

## Antics càrrecs empresarials i institucionals
- Conseller de Bankia (15-07-2011 a 28-06-2012)[2]
- President de CEIM (Confederació Empresarial de Madrid-CEOE) (fins a desembre de 2014)[3][4]
- Representant de Mapfre (fins 06-02-2013)[2]
- President de la Cambra Oficial de Comerç i Indústria de Madrid (fins a febrer de 2016)[5]
- Vicepresident de la Confederación Española de Organizaciones Empresariales (CEOE)
- Vocal en el comitè executiu d'IFEMA

## Controvèrsies
Es troba imputat en la recerca sobre el Cas Bankia pel seu ús de les targetes black quan era conseller de l'entitat.
També està sent investigat per finançament il·legal en el cas de la Trama Púnica sobre la caixa B del Partit Popular de Madrid en 2009.